# Stanhopea pozoi
Stanhopea pozoi là một loài lan đặc hữu của Colombia.